# Tel Recheš
Tel Recheš (hebrejsky: תל רכש) je pahorek a sídelní tel o nadmořské výšce 34 metrů v severním Izraeli, v Dolní Galileji.
Leží cca 2 kilometry jihovýchodně od obce Kfar Kisch. Má podobu nevelkého odlesněného pahorku, který vystupuje na soutoku vádí Nachal Tavor a Nachal Recheš, do kterého ještě od severu ústí vádí Nachal Ejn Chada. Ze tří stran je tak obklopen vodními toky. Jde o místo s dlouhou sídelní tradicí, které využívalo blízkost vodních zdrojů a polohy při obchodní stezce, jež tudy vedla z Dolní Galileje do údolí Jordánu. Nevýhodou bylo, že okolní svahy na opačných stranách přilehlých vádí často tento pahorek převyšují. Přesto jde o jeden z největších sídelních telů v regionu, s plochou 40 dunamů (4 hektary). Byl obýván již v době bronzové a po celý starověk. V biblických dobách se zde připomíná město Anacharat, jež zmiňuje Kniha Jozue 19,19